# Márton Tóth
Márton Tóth es un deportista húngaro que compitió en piragüismo en la modalidad de aguas tranquilas. Ganó una medalla de bronce en el Campeonato Mundial de Piragüismo de 2010 y 3 medallas en el Campeonato Europeo de Piragüismo entre los años 2009 y 2012.

## Palmarés internacional
| Campeonato Mundial | Campeonato Mundial     | Campeonato Mundial | Campeonato Mundial |
| Año                | Lugar                  | Medalla            | Competición        |
| ------------------ | ---------------------- | ------------------ | ------------------ |
| 2010               | Poznań (Polonia)       | Medalla de bronce  | C2 1000 m          |
| Campeonato Europeo |                        |                    |                    |
| Año                | Lugar                  | Medalla            | Competición        |
| 2009               | Brandeburgo (Alemania) | Medalla de plata   | C4 1000 m          |
| 2011               | Belgrado (Serbia)      | Medalla de oro     | C4 1000 m          |
| 2012               | Zagreb (Croacia)       | Medalla de bronce  | C4 1000 m          |